# Gesha Point
Der Gesha Point (englisch; bulgarisch Нос Геша Nos Gescha) ist eine kleine Landspitze an der Ostküste von Clarence Island im Archipel der Südlichen Shetlandinseln. Sie trennt 3,87 km südwestlich des Ilyo Point und 2,4 km nordwestlich von Sugarloaf Island die Mündungen des Ortscho- und des Treskawez-Gletschers in den Südlichen Ozean.
Britische Wissenschaftler kartierten sie 1972 und 2009. Die bulgarische Kommission für Antarktische Geographische Namen benannte sie 2014 nach der Ortschaft Gescha im Norden Bulgariens.